# Broadcasting...
Broadcasting... es el tercer álbum de estudio de la banda de hardcore punk Comeback Kid. El álbum fue lanzado el 20 de febrero de 2007. Es el primer álbum que presenta a Andrew Neufeld en la voz principal, luego de la partida de Scott Wade. El álbum alcanzó el puesto número #129 en el Billboard 200, el #3 en Top Heatseekers, y el #10 en Top Independent Albums. Fue el último álbum en el que Kevin Call tocó el bajo. «Broadcasting...» apareció en NHL 2K8.

## Recepción
Matt Teutsch de Relevant Magazine dijo que Broadcasting... continuó el sonido anterior de Comeback Kid en Turn It Around y Wake the Dead. Alternativamente, Corey Apar de AllMusic dijo que el álbum mostró la fuerza de la banda después de que Wade dejara la banda.

## Lista de canciones
| N.º   | Título               | Duración |  |
| 1.    | «Defeated»           | 3:16     |  |
| 2.    | «Broadcasting...»    | 3:53     |  |
| 3.    | «Hailing on Me»      | 2:59     |  |
| 4.    | «The Blackstone»     | 2:54     |  |
| 5.    | «Industry Standards» | 3:38     |  |
| 6.    | «Give'r (Reprise)»   | 1:07     |  |
| 7.    | «One Left Satisfied» | 3:50     |  |
| 8.    | «Come Around»        | 2:31     |  |
| 9.    | «In Case of Fire»    | 2:50     |  |
| 10.   | «Market Demands»     | 3:05     |  |
| 11.   | «In/Tuition»         | 3:05     |  |
| 33:08 |                      |          |  |

## Personal
| Comeback Kid - Andrew Neufeld: voz, guitarra - Jeremy Hiebert: guitarra - Kyle Profeta: batería - Kevin Call: bajo |

## Posiciones
| Lista (2007)                            | Posición |
| --------------------------------------- | -------- |
| Estados Unidos (Billboard 200)          | 129      |
| Estados Unidos (Top Heatseekers Albums) | 3        |
| Estados Unidos (Independent Albums)     | 10       |